# メイシー・バーバー
メイシー・バーバー（Maycee Barber、1998年5月18日 - ）は、アメリカ合衆国の女性総合格闘家。コロラド州グリーリー出身。チーム・アルファメール所属。ケンポーカラテ黒帯二段。UFC世界女子フライ級ランキング5位。UFC女子パウンド・フォー・パウンド・ランキング14位。

## 来歴
3歳の時にケンポーカラテを始めた。2010年からは家族が設立したフォートコリンズ・マーシャルアーツ・アカデミーで格闘技のトレーニングを積み、並行してグレイシー・ユニバーシティのオンライン・カリキュラムでグレイシー柔術を習得。16歳になるとライアン・シュルツの指導を受けるようになり、総合格闘技用のグラップリング技術を身につけていった。
2017年、19歳でプロ総合格闘技デビュー。
2018年7月17日、Dana White's Tuesday Night Contender Seriesでジェイミー・コリーンと対戦し、3Rにグラウンドの肘打ちでTKO勝ち。試合後にUFCと契約した。

### UFC
2018年11月10日、UFC初参戦となったUFC Fight Night: Korean Zombie vs. Rodríguezでハンナ・シファーズと対戦し、2RにパウンドでTKO勝ち。
2019年10月18日、フライ級転向初戦となったUFC on ESPN: Reyes vs. Weidmanで女子フライ級ランキング15位のジリアン・ロバートソンと対戦し、1Rにスタンドパンチ連打でTKO勝ち。
2020年1月18日、UFC 246で女子フライ級ランキング7位のロクサン・モダフェリと対戦。1Rに左膝の前十字靱帯を断裂してしまい、3Rを戦い抜いたものの、判定負けでキャリア初黒星を喫した。
2021年2月13日、UFC 258で女子フライ級ランキング15位のアレクサ・グラッソと対戦し、0-3の判定負け。この試合の後から練習拠点をチーム・アルファメールに移した。
2021年7月24日、UFC on ESPN: Sandhagen vs. Dillashawで女子フライ級ランキング13位のミランダ・マーベリックと対戦し、2-1の判定勝ち。しかし、海外MMAメディアサイトの採点では記者20人中20人全員がマーベリックの勝利を支持するなど物議を醸す判定となった。
2022年7月2日、UFC 276で女子フライ級ランキング10位のジェシカ・アイと対戦し、3-0の判定勝ち。
2023年3月25日、UFC on ESPN: Vera vs. Sandhagenで女子フライ級ランキング11位のアンドレア・リーと対戦し、2-1の判定勝ち。
2023年6月24日、UFC on ABC: Emmett vs. Topuriaで女子フライ級ランキング9位のアマンダ・ヒバスと対戦し、グラウンドの肘打ち連打で2RTKO勝ち。パフォーマンス・オブ・ザ・ナイトを受賞した。
2024年3月9日、UFC 299で女子フライ級ランキング4位のケイトリン・チュケイギアンと対戦し、3-0の判定勝ち。

## 戦績

### プロ総合格闘技
| 総合格闘技 戦績 | 総合格闘技 戦績 | 総合格闘技 戦績 | 総合格闘技 戦績 | 総合格闘技 戦績 | 総合格闘技 戦績 | 総合格闘技 戦績 |
| --------------- | --------------- | --------------- | --------------- | --------------- | --------------- | --------------- |
| 16 試合         | (T)KO           | 一本            | 判定            | その他          | 引き分け        | 無効試合        |
| 14 勝           | 6               | 2               | 6               | 0               | 0               | 0               |
| 2 敗            | 0               | 0               | 2               | 0               | 0               | 0               |

| 勝敗 | 対戦相手                   | 試合結果                          | 大会名                                       | 開催年月日     |
| ○    | ケイトリン・チュケイギアン | 5分3R終了 判定3-0                 | UFC 299: O'Malley vs. Vera 2                 | 2024年3月9日   |
| ○    | アマンダ・ヒバス           | 2R 3:42 TKO（グラウンドの肘打ち） | UFC on ABC 5: Emmett vs. Topuria             | 2023年6月24日  |
| ○    | アンドレア・リー           | 5分3R終了 判定2-1                 | UFC on ESPN 43: Vera vs. Sandhagen           | 2023年3月25日  |
| ○    | ジェシカ・アイ             | 5分3R終了 判定3-0                 | UFC 276: Adesanya vs. Cannonier              | 2022年7月2日   |
| ○    | モンタナ・デ・ラ・ロサ     | 5分3R終了 判定3-0                 | UFC Fight Night: Lemos vs. Andrade           | 2022年4月23日  |
| ○    | ミランダ・マーベリック     | 5分3R終了 判定2-1                 | UFC on ESPN 27: Sandhagen vs. Dillashaw      | 2021年7月24日  |
| ×    | アレクサ・グラッソ         | 5分3R終了 判定0-3                 | UFC 258: Usman vs. Burns                     | 2021年2月13日  |
| ×    | ロクサン・モダフェリ       | 5分3R終了 判定0-3                 | UFC 246: McGregor vs. Cowboy                 | 2020年1月18日  |
| ○    | ジリアン・ロバートソン     | 1R 3:04 TKO（スタンドパンチ連打） | UFC on ESPN 6: Reyes vs. Weidman             | 2019年10月18日 |
| ○    | JJ・アルドリッチ           | 2R 3:01 TKO（スタンドパンチ連打） | UFC Fight Night: Thompson vs. Pettis         | 2019年3月23日  |
| ○    | ハンナ・シファーズ         | 2R 2:01 TKO（パウンド）           | UFC Fight Night: Korean Zombie vs. Rodríguez | 2018年11月10日 |
| ○    | ジェイミー・コリーン       | 3R 4:15 TKO（グラウンドの肘打ち） | Dana White's Tuesday Night Contender Series  | 2018年7月17日  |
| ○    | オードリー・パーキンス     | 3R 2:54 TKO（パウンド）           | LFA 39: Heinisch vs. Checco                  | 2018年5月4日   |
| ○    | ケイラ・トンプソン         | 1R 0:31 リアネイキドチョーク      | LFA 33: Willis vs. Stewart                   | 2018年2月16日  |
| ○    | マロリー・マーチン         | 5分3R終了 判定3-0                 | LFA 22: Heinisch vs. Perez                   | 2017年9月8日   |
| ○    | イツェル・エスキベル       | 1R 3:52 腕ひしぎ十字固め          | LFA 14: Allen vs. Anders                     | 2017年6月23日  |

### アマチュア総合格闘技
| 勝敗 | 対戦相手               | 試合結果                         | 大会名       | 開催年月日   |
| ○    | クリスティーナ・ブロー | 1R 0:20 TKO（左フック→パウンド） | SCL 56: Rise | 2017年1月7日 |

## 表彰
- UFC パフォーマンス・オブ・ザ・ナイト（1回）
- ケンポーカラテ 黒帯二段
- ブラジリアン柔術 紫帯